# Драглайн (гурт)
Драглайн - український рок-гурт.

## Історія
Гурт утворився у 1993 році. До гурту увійшли музиканти тодішнього львівського хеві-метал гурту "Долина Хінном". В результаті творчої співпраці з Лесею Герасимчук (тепер лідерка гурту Королівські зайці) було створено проект "Леся Герасемчук і Драглайн", а також у співпраці з львівським бардом Віктором Цараном проект "Віктор Царан і Драглайн". У 1994 році проект "Віктор Царан і Драглайн" а також Драглайн, як самостійний, гурт стають дипломантами фестивалю "Тарас Бульба". А в 1995 році проект "Леся Герасимчук і Драглайн" - дипломанти фестивалю Червона Рута в м.Севастопіль. В цьому ж році на київській студії "ДЗЗ" записано альбом Леся Герасимчук і Драглайн "Моя Кохана" (звукорежисер Валерій Папченко).

## Склад
Олександр Качімов - вокал

Андрій (Манюня) Гурняк - гітара

Сергій Головін - гітара

Тарас Ясиневич - бас

Андрій Войтюк - барабани

Леся Герасимчук - вокал

Віктор Царан - акустична гітара, вокал

Максим Лан - труба

## Альбоми
Леся Герасимчук і "ДРАГЛАЙН" - Моя кохана (1995)